# Sri Potti Sriramulu Nellore
Der Distrikt Sri Potti Sriramulu Nellore (Telugu శ్రీ అమరజీవి పొట్టి శ్రీరాములు నెల్లూరు జిల్లా), manchmal abgekürzt Distrikt SPS Nellore, oder kurz Distrikt Nellore, ist ein Distrikt des indischen Bundesstaats Andhra Pradesh. Verwaltungssitz ist die Stadt Nellore.

## Lage und Klima

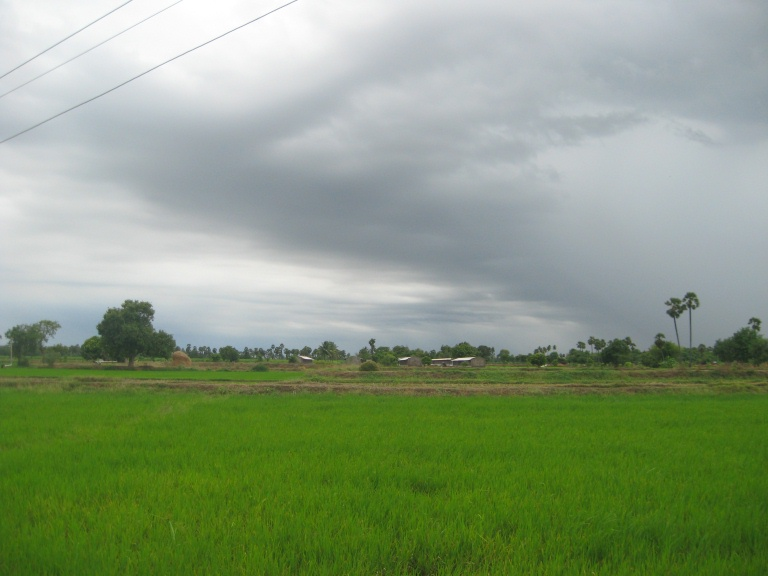
Resiefelder unter Monsunwolken im Dorf Damaramadugu

Der Distrikt Nellore liegt an der südlichen Andhraküste. Er grenzt im Norden an den Distrikt Prakasam, im Westen an den Distrikt YSR, im Südwesten an den Distrikt Annamayya und im Süden an den Distrikt Tirupati. Die Küstenlänge zum Golf von Bengalen umfasst etwa 163 Kilometer. Das wichtigste Fließgewässer ist der Fluss Pennar, der auf 112 Kilometern den Distrikt durchquert. Kleinere Flüsse sind Kandaleru und Boggeru, die in der Regenzeit erheblich anschwellen können. Etwa 21 Prozent der Distriktfläche sind von Wald bedeckt. Während die Wälder in den Bergen eine reichere Flora und Fauna aufweisen und dort selten sogar wandernde Tiger auftauchen, ist die Biodiversität der Wälder in den Ebenen durch die dichte menschliche Besiedlung stark reduziert.
Der Bezirk liegt in einem Gebiet mit unsicheren Niederschlägen. Im Allgemeinen ist das Klima des Bezirks trocken. Die Monate April, Mai und Juni sind die wärmsten mit einer Höchsttemperatur von 41,50 °C im Mai, während die Temperatur in den Monaten Dezember und Januar am niedrigsten ist und etwa 21 °C beträgt. Der Jahresniederschlag liegt bei 1023 mm. Der Niederschlag kann stark zwischen den Jahren variieren.

## Geschichte

Karte des alten Nellore-Distrikts vor 2022

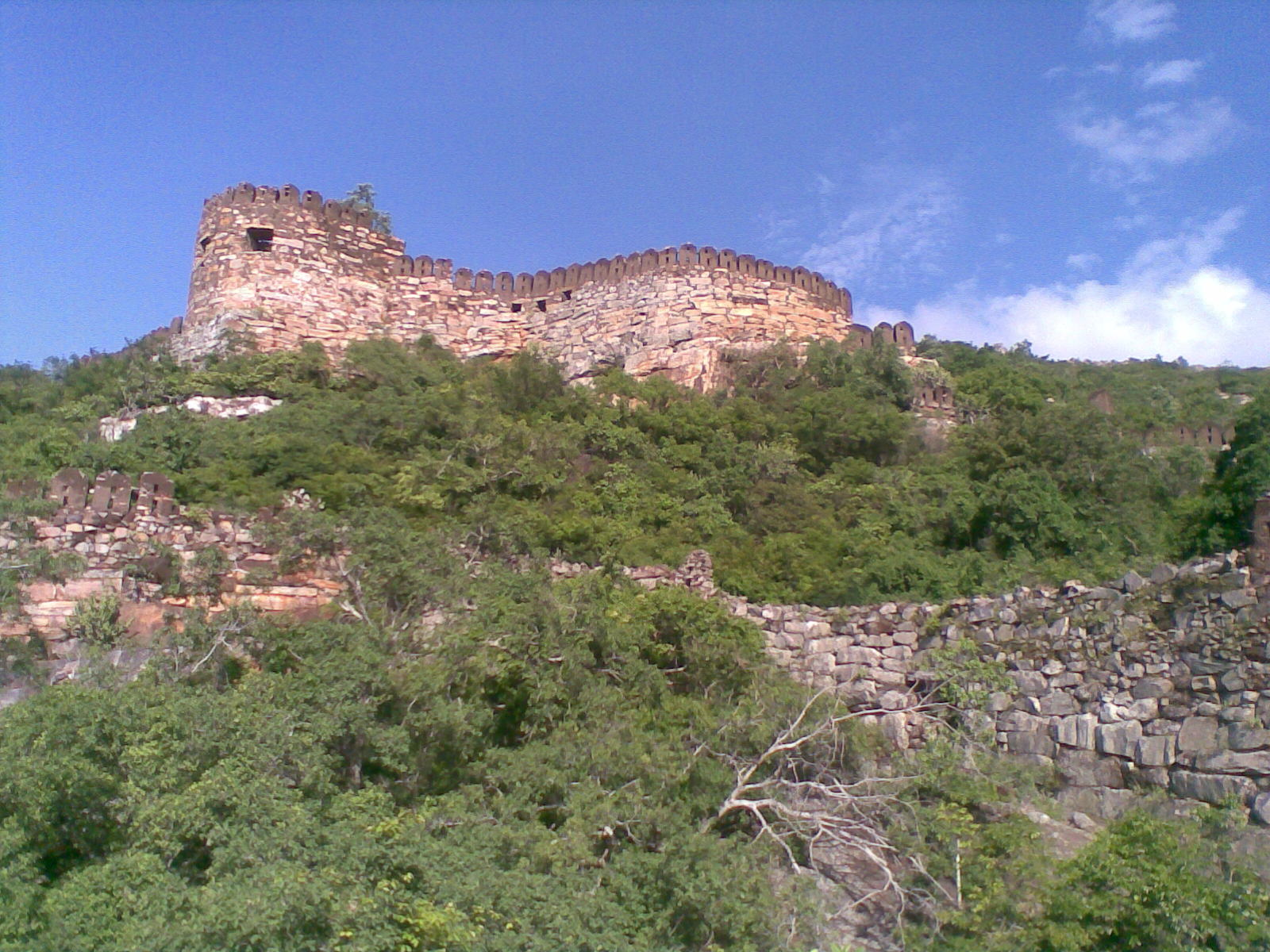
Udayagiri Fort, eine Befestigungsanlage aus der Vijayanagar-Zeit

Die Andhraküste und ihr Hinterland kam in mehreren Kriegen (Karnatische Kriege, Mysore-Kriege u. a.) in der zweiten Hälfte des 18. Jahrhunderts unter die zunächst indirekte und partielle Herrschaft der Britischen Ostindien-Kompanie. Mit Datum vom 18. August 1790 wurde ein erster District Collector (Distriktvorsteher) für Nellore ernannt. 1792 wurde die Kontrolle über das Gebiet im Gegenzug für regelmäßige Zahlungen wieder an den Nawab von Arcot abgegeben, der es in einem Vertrag vom 31. Juli 1801 jedoch endgültig an die Britische Ostindien-Kompanie abtrat. Administrativ unterstand der Distrikt der Präsidentschaft Madras. Die Distriktgrenzen blieben längere Zeit unverändert, bis im Jahr 1904 das Taluk Ongole an den neu gebildeten Distrikt Guntur abgetreten wurde. In den Jahren 1941 bis 1961 gab es kleinere Grenzkorrekturen mit den damals angrenzenden Distrikten Chingleput und Guntur. Nach der Unabhängigkeit Indiens 1947 war der Distrikt zunächst Teil des aus der Präsidentschaft Madras hervorgegangenen Bundesstaats Madras, und ab dem 1. Oktober 1953 Teil des neugebildeten Bundesstaats Andhra, der wiederum 1956 im States Reorganisation Act im neuen Bundesstaat Andhra Pradesh aufging. Am 2. Februar 1970 verlor der Distrikt einen Teil seines Territoriums an den neu gebildeten Distrikt Prakasam. 1985 wurden die damals existierenden 15 Taluks in 46 Mandals reorganisiert. Die Zahl der Mandals erhöhte sich später auf 47, als das Mandal Nellore am 3. April 2018 in Nellore Urbal und Nellore Rural geteilt wurde.
Am 4. Juni 2008 wurde der Distriktname in  Sri Potti Sriramulu Nellore geändert. Die Änderung geschah, um den indischen Freiheitskämpfer und Aktivisten Potti Sriramulu (1901 – 1952) zu ehren. Sriramulu war zur Zeit Britisch-Indiens Eisenbahnarbeiter gewesen und hatte sich der Bewegung Gandhis angeschlossen. Während der Quit-India-Bewegung war er 1942 von den Briten inhaftiert worden. Nach der Unabhängigkeit schloss sich Sriramulu der Bewegung für die Bildung eines Telugu-sprachigen Bundesstaat „Andhra“ an. Dafür trat er in einen Hungerstreik, an dem er nach 58 Tagen Dauer verstarb.
Zum Zeitpunkt der Volkszählung 2011 hatte der Distrikt in seinen damaligen Grenzen 2.963.557 Einwohner und eine Fläche von 13.076 km². Zum 4. April 2022 wurden die Distrikte von Andhra Pradesh reorganisiert, wodurch sich die Zahl der Distrikte von 13 auf 26 verdoppelte. Der Distrikt Nellore verkleinerte sich dadurch von 47 auf 38 Mandals. Nellore gewann fünf Mandals vom Distrikt Prakasam und gab 14 Mandals an den neuen Distrikt Tirupati ab. Die Distriktfläche reduzierte sich auf 10.440 km² und die Einwohnerzahl auf 2.469.712 (Volkszählung 2011).

## Bevölkerung
Bei der Volkszählung 2011 hatte der Distrikt in seinen Grenzen ab 2011 2.469.712 Einwohner (1.245.524 männlich, 1.224.188 weiblich). 705.893 Einwohner (28,58 %) lebten in städtischen und 1.763.819 (71,42 %) in ländlichen Siedlungen. 1.522.391 Personen konnten lesen und schreiben (844.611 männlich, 677.780 weiblich). 504.941 Einwohner (20,45 %) wurden zu den registrierten unterprivilegierten Kasten (scheduled castes) gezählt und 215.452 (8,72 %) zur registrierten indigenen Stammesbevölkerung (Adivasi, scheduled tribes). Die Verteilung der Religionen war die folgende: 2.176.020 Hindus, 264.886 Muslime, 21.373 Christen, 588 Sikhs, 168 Buddhisten, 2294 Jainas, 148 Andere, 4235 ohne Angabe.

## Verwaltungsgliederung

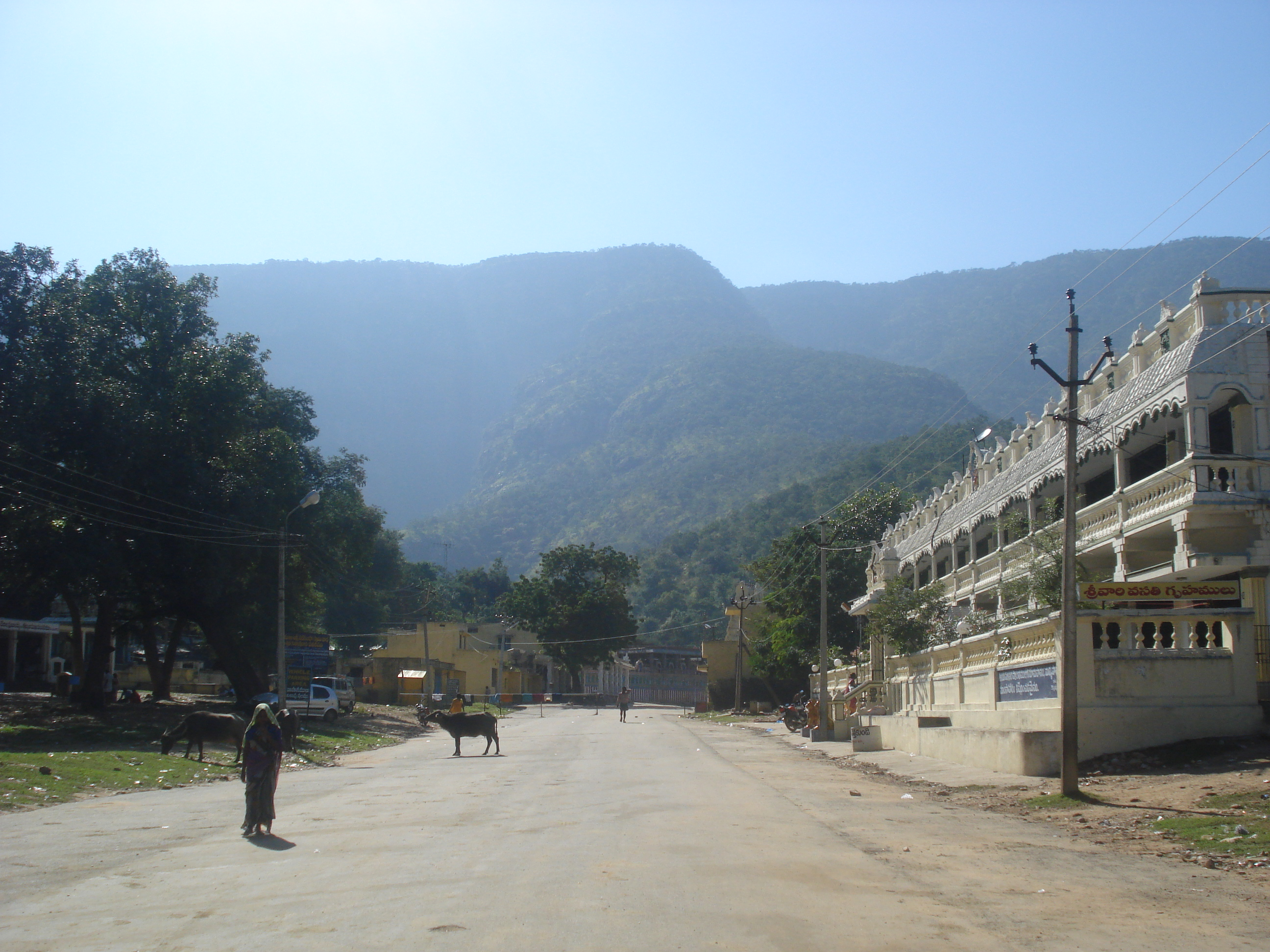
Der Ort Penchalakona. Im Hintergrund die Kolli-Berge, Ausläufer der Ostghats

### Mandals
Im Jahr 2024 war der Distrikt in vier Divisionen und 38 Mandals untergliedert:
- Division Nellore mit den zwölf Mandals Nellore Urban, Nellore Rural, Indukurpet, Thotapalligudur, Muthukur, Venkatachalam, Podalakur, Rapur, Kovur, Buchireddypalem, Manubolu, Sydapuram;
- Division Atmakur mit den neun Mandals Atmakur, Kaluvoya, Chejerla, Anathasagaram, Anumasamudrampeta, Sangam, Seetharamapuram, Udayagiri, Marripadu;
- Division Kavali mit den zehn Mandals Kavali, Allur, Kodavalur, Vidavalur, Vinjamur, Dagadarthi, Bogole, Jaladanki, Duttalur, Kaligiri;
- Division Kandukuru mit den sieben Mandals Kondapuram, Varikuntapadu, Kandukuru, Lingasamudram, Gudluru, Ulavapadu, Voletivaripalem.

### Städtische Siedlungen
Im Jahr 2011 gab es drei Großstädte:
- Nellore (Municipial Corporation, 558.548 Ew.)
- Kavali (Municipality, 90.099 Ew.)
- Kandukur (Municipality, 57.246 Ew.)

## Wirtschaft

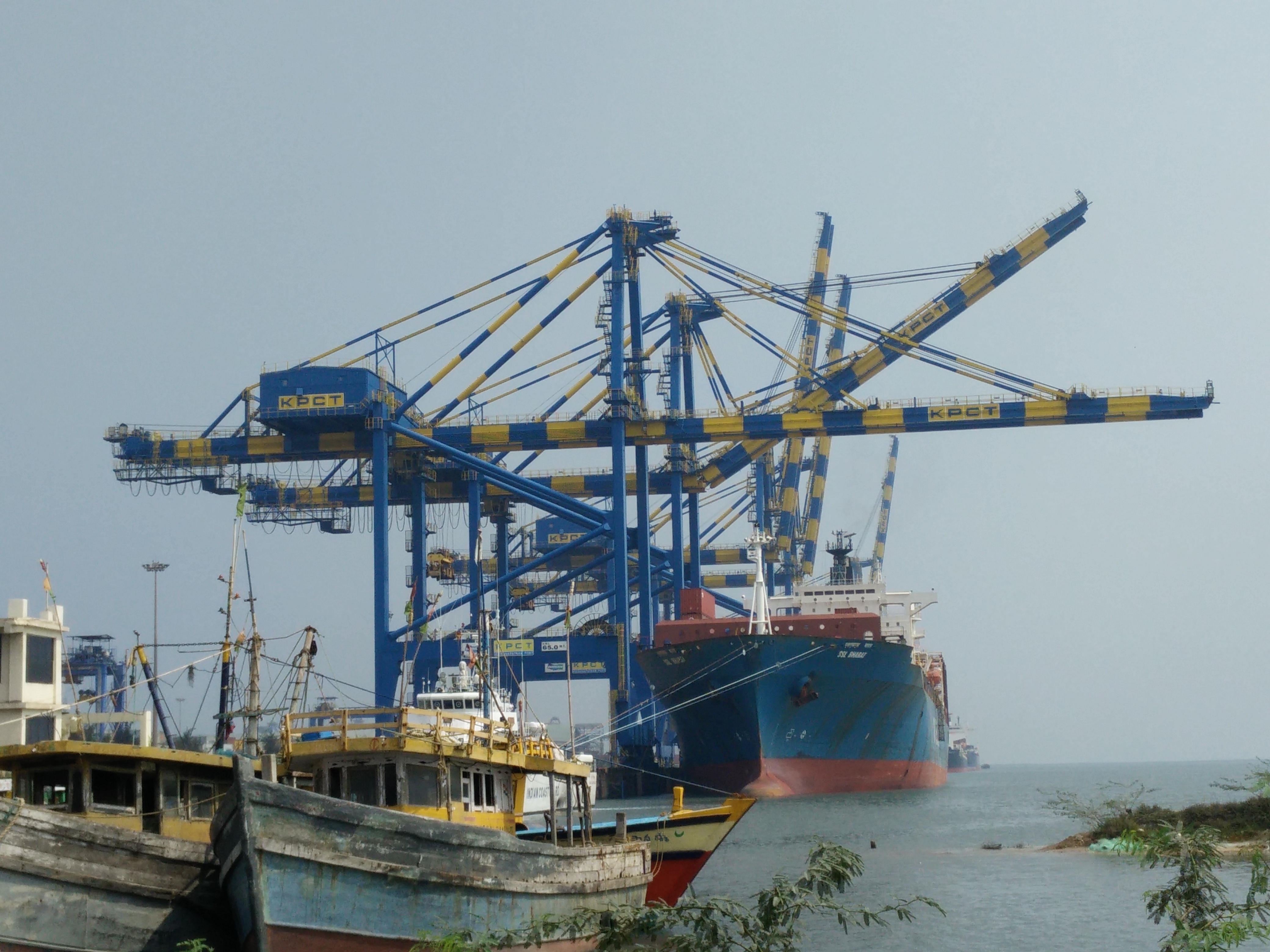
Kräne im Hafen von Krishnapatnam

Die Landwirtschaft spielt weiterhin eine bedeutende Rolle. Im Jahr 2019/20 wurden 288.770 ha für den Ackerbau genutzt, davon 16.711 mit mehr als einer Ernte pro Jahr. 28.166 ha waren Weideland und 215.801 ha Wald. Die nach Anbaufläche wichtigsten Agrarprodukte waren Reis (167.033 ha), Urdbohnen (black gram, 16.745 ha), Kichererbsen (Bengal gram, 15.940 ha), Tabak (10.796 ha), Erdnüsse (7607 ha) und Mungbohnen (green gram, 4923 ha).
Der größte Hafen ist Krishnapatnam, der 1997 privatisiert wurde. Der Hafen nahm im Juli 2008 seinen kommerziellen Betrieb auf.